# Тиемо фон Залцбург
Тиемо фон Залцбург (на немски: Thiemo von Salzburg, Diemo, Ditmar, Tyemo, Theodemar; * ок. 1040, Бавария; † 28 септември 1101 или 1102, Аскалон, Палестина) от рода на графовете на Формбах, е архиепископ на Залцбург (1090 – 1098). Почитан е на 28 септември като блажен.

## Живот
Син е на граф Тиемо II фон Формбах. Той става бенедиктински монах в манастир Нидералтайх и е надарен художник и скулптор.
През 1077 г. Тиемо е абат на манастир „Св. Петър“ в Залцбург, и е на страната на папата. Верният на императора геген-архиепископ Бертхолд го изгонва през 1081 г. от Залцбург. Тиемо живее след това в манастирите Хирзау и Шафхаузен при Мьонхсдегинген. През 1084 г. той може да се върне за кратко отново в Залцбург, но скоро се оттегля в манастир Адмонт.
През 1086 г. Тиемо с верния на папата архиепископ Гебхард се завръща в Залцбург. След смъртта на Гебхард той е избран на 25 март 1090 г. за архиепископ на Залцбург и е помазан за епископ на 7 април. Той получава палиума от папа Урбан II. Тиемо реформира манастир Адмонт и участва в църковния събор в Пиаченца през 1095 г. През 1097 г. той е победен в битката при Заалдорф и е затворен за много години, докато един монах му помага да избяга. След това той участва във военния контингент на херцог Вилхелм IX от Аквитания през 1100/1101 г. в кръстоносния поход от 1101 г. Тиемо попада в плен в битката при Ерегли в Рум-селджукския султанат. Той умира през 1101 г. като мъченик при Хорасан, като му изваждат червата от тялото. Според други сведения той умира през 1102 г. в плен на фатимидите в Аскалон.